# Nozze di sangue (film)
Nozze di sangue è un film del 1941 diretto da Goffredo Alessandrini, tratto dal racconto Immacolata di Lina Pietravalle.
Fu presentato alla Mostra del Cinema di Venezia.

## Trama
L'azione si svolge in un imprecisato stato dell'America del Sud, nel XIX secolo. Immacolata, sposatasi per procura, raggiunge lo sposo, boscaiolo emigrato; all'arrivo, al porto, trova un uomo, recante i segni accordati, e passa con lui la prima notte senza sapere che stava concedendo la sua verginità non a Gidda ma a Pietro, un rivale del vero marito che voleva vendicarsi di lui. L'incontro di Immacolata con Gidda non è dei più felici: la sposina viene accolta in casa solo per pietà, trascurata, maltrattata e infine abbandonata dal marito per ricongiungersi con una amante, donna di malaffare di nome Nazaria. Il rivale torna a intromettersi e, in uno scontro a fuoco, finisce col ferire mortalmente Immacolata che stava cercando di proteggere il marito. Quando ormai è troppo tardi, Gidda capisce il proprio drammatico errore.

## Produzione
Il film venne girato a Roma negli studi della Titanus.

## Distribuzione
Il film fu distribuito nelle sale cinematografiche italiane il 17 settembre del 1941.

## La critica
- "Un tipico dramma di odio e di amore rusticano. Di solito i drammi di questa specie guadagnano molto ad essere chiusi in una cornice folcloristica definitiva. In Nozze di sangue non è stata operata questa precisazione. Si capisce che dobbiamo essere in un vago paese del Sud America, nel mille ottocento e tanto, perché Immacolata passa il mare in un bastimento a vela. Ma l'ambientazione sfugge, e sfugge come sia organizzato e da chi dipenda il lavoro e la vita di questa piccola comunità. I personaggi restano così ondeggianti in un indeterminato clima geografico e sociale". (Anonimo, dalla Mostra di Venezia "Corriere della sera" 1º settembre 1941)

## Manifesti e locandine
I manifesti del film furono realizzati per l'Italia dal pittore cartellonista Anselmo Ballester.
- Il bozzetto: